# Rong Kham (huyện)
Rong Kham (tiếng Thái: ร่องคำ) là một huyện (amphoe) ở phía nam của tỉnh Kalasin, đông bắc Thái Lan.

## Địa lý
Các huyện giáp ranh là (từ phía tây theo chiều kim đồng hồ) Kamalasai của tỉnh Kalasin, Pho Chai và Chiang Khwan.

## Lịch sử
Tiểu huyện (King Amphoe) đã được thành lập ngày 1 tháng 2 năm 1973, khi tambon Rong Kham và Samakkhi được tách khỏi huyện Kamalasai. Đơn vị này đã được nâng thành huyện ngày 10 tháng 10 năm 1993.

## Hành chính
Huyện này được chia thành 3 phó huyện (tambon), các đơn vị này lại được chia thành 40 làng (muban). Rong Kham là một thị trấn (thesaban tambon) nằm trên một phần của tambon Rong Kham. Ngoài ra có 2 Tổ chức hành chính tambon (TAO).
| Số TT | Tên       | Tên tiếng Thái | Số làng | Dân số |  |
| ----- | --------- | -------------- | ------- | ------ |  |
| 1.    | Rong Kham | ร่องคำ          | 13      | 6.191  |  |
| 2.    | Samakkhi  | สามัคคี          | 15      | 5.448  |  |
| 3.    | Lao Oi    | เหล่าอ้อย        | 12      | 4.805  |  |